# Вироблений простір
Вироблений простір (англ. goaf, gob) -
1. При розробці родовищ підземним способом — простір, що утворюється після видобування корисної копалини внаслідок ведення очисних робіт.
2. При розробці родовищ відкритим способом — простір, що утворюється після видобування корисної копалини та вмісних порід в контурах кар'єру.

СТУПІНЬ ЗАПОВНЕННЯ ВИРОБЛЕНОГО ПРОСТОРУ – відношення (у %) об’єму всіх заповнювачів виробленого простору до об’єму вийнятого вугілля.